# سايدر بلوف
سايدر بلوف (بالإنجليزية: Cedar Bluff)‏ هي مدينة أمريكية تقع في ولاية ألاباما.تبلغ مساحة هذه المدينة 10.7 (كم²)،ويبلغ عدد سكانها 1820 نسمة حسب إحصاء سنة 2010 م.تشير الإحصاءات بأن الكثافة السكانية في هذه المدينة تقدر بـ(137.1) نسمة/كم2.

## التركيبة السكانية
حدّد مكتب تعداد الولايات المتحدة بيانات التركيبة السكانية لسايدر بلوف في تعداد الولايات المتحدة. في ما يلي، التركيبة السكانية حسب تعدادي 2000 و2010.

### تعداد عام 2000
بلغ عدد سكان سايدر بلوف 1,467 نسمة بحسب تعداد عام 2000، وبلغ عدد الأسر 630 أسرة وعدد العائلات 445 عائلة مقيمة في البلدة. في حين سجلت الكثافة السكانية 117.5 نسمة لكل كيلومتر مربع (304.3/ميل2). وبلغ عدد الوحدات السكنية 975 وحدة بمتوسط كثافة قدره 78.1 لكل كيلومتر مربع (202.3/ميل2).
وتوزع التركيب العرقي للبلدة بنسبة 87.18% من البيض و11.38% من الأمريكيين الأفارقة و0.27% من الأمريكيين الأصليين و0.20% من الأمريكيين ذوي الأصول الآسيوية و0.07% من الأعراق الأخرى و0.89% من عرقين مختلطين أو أكثر و0.89% من الهسبانيون أو اللاتينيون من أي عرق.
بلغ عدد الأسر 630 أسرة كانت نسبة 33% منها لديها أطفال تحت سن الثامنة عشر تعيش معهم، وبلغت نسبة الأزواج القاطنين مع بعضهم البعض 49.4% من أصل المجموع الكلي للأسر، ونسبة 16.5% من الأسر كان لديها معيلات من الإناث دون وجود شريك، بينما كانت نسبة 4.8% من الأسر لديها معيلون من الذكور دون وجود شريكة وكانت نسبة 29.4% من غير العائلات. تألفت نسبة 27.5% من أصل جميع الأسر من عدة أفراد يعيشون في نفس المنزل ونسبة 12.5% كانت تتألف من شخص يعيش بمفرده يبلغ من العمر 65 عاماً أو أكثر. وبلغ متوسط حجم الأسرة المعيشية 2.33، أما متوسط حجم العائلات فبلغ 2.80.
بلغ العمر الوسطي للسكان 39.6 عاماً. وكانت نسبة 24.3% من القاطنين تحت سن الثامنة عشر، وكانت نسبة 8.7% بين الثامنة عشر والرابعة والعشرين عاماً، ونسبة 25.2% كانت واقعةً في الفئة العمرية ما بين الخامسة والعشرين والرابعة والأربعين عاماً، ونسبة 25.1% كانت ما بين الخامسة والأربعين والرابعة والستين، ونسبة 16.8% كانت ضمن فئة الخامسة والستين عاماً فما فوق. يوجد لكل 100 أنثى 94.0 ذكر، ويوجد لكل 100 أنثى في الثامنة عشر من عمرها فما فوق 89.6 ذكر.
بلغ متوسط دخل الأسرة في البلدة 29,211 دولارًا، أما متوسط دخل العائلة فبلغ 33,984 دولارًا. وكان متوسط دخل الذكور 29,750 دولارًا مقابل 20,231 دولارًا للإناث. وسجل دخل الفرد الخاص بالبلدة 16,864 دولارًا. وكانت نسبة 19.5% من العائلات ونسبة 21.1% من السكان تحت خط الفقر، وكان من هؤلاء نسبة 30.6% تحت سن الثامنة عشر ونسبة 17.2% في الخامسة والستين من العمر وما فوق.

### تعداد عام 2010
بلغ عدد سكان سايدر بلوف 1,820 نسمة بحسب تعداد عام 2010، وبلغ عدد الأسر 766 أسرة وعدد العائلات 521 عائلة مقيمة في البلدة. في حين سجلت الكثافة السكانية 145.7 نسمة لكل كيلومتر مربع (377.4/ميل2). وبلغ عدد الوحدات السكنية 1,302 وحدة بمتوسط كثافة قدره 104.2 لكل كيلومتر مربع (269.9/ميل2).
وتوزع التركيب العرقي للبلدة بنسبة 86.15% من البيض و9.95% من الأمريكيين الأفارقة و0.66% من الأمريكيين الأصليين و0.33% من الأمريكيين ذوي الأصول الآسيوية و0.55% من الأعراق الأخرى و2.36% من عرقين مختلطين أو أكثر و1.21% من الهسبانيون أو اللاتينيون من أي عرق.
بلغ عدد الأسر 766 أسرة كانت نسبة 28.1% منها لديها أطفال تحت سن الثامنة عشر تعيش معهم، وبلغت نسبة الأزواج القاطنين مع بعضهم البعض 49% من أصل المجموع الكلي للأسر، ونسبة 14.4% من الأسر كان لديها معيلات من الإناث دون وجود شريك، بينما كانت نسبة 4.7% من الأسر لديها معيلون من الذكور دون وجود شريكة وكانت نسبة 32% من غير العائلات. تألفت نسبة 28.6% من أصل جميع الأسر من عدة أفراد يعيشون في نفس المنزل ونسبة 12.8% كانت تتألف من شخص يعيش بمفرده يبلغ من العمر 65 عاماً أو أكثر. وبلغ متوسط حجم الأسرة المعيشية 2.38، أما متوسط حجم العائلات فبلغ 2.87.
بلغ العمر الوسطي للسكان 45.0 عاماً. وكانت نسبة 21.4% من القاطنين تحت سن الثامنة عشر، وكانت نسبة 8.6% بين الثامنة عشر والرابعة والعشرين عاماً، ونسبة 20% كانت واقعةً في الفئة العمرية ما بين الخامسة والعشرين والرابعة والأربعين عاماً، ونسبة 30.9% كانت ما بين الخامسة والأربعين والرابعة والستين، ونسبة 19% كانت ضمن فئة الخامسة والستين عاماً فما فوق. وتوزع التركيب الجنسي للسكان بنسبة 48.4% ذكور و51.6% إناث.